# Bogoljub Jevtić
Bogoljub Jevtić (Kragujevac, 24 dicembre 1886 – Parigi, 7 giugno 1960) è stato un politico jugoslavo.
È stato Presidente del Consiglio Ministeriale del Regno di Jugoslavia, durante il Regno di Jugoslavia dal gennaio 1942 al giugno 1943.